# محبوبه (فیلم ۱۹۷۶)
محبوبه (به هندی: Mehbooba) فیلمی محصول سال ۱۹۷۶ و به کارگردانی شاکتی سامانتا است. در این فیلم بازیگرانی همچون راجش خانا، هما مالینی، پریم چوپرا، نظیر حسین، آسرانی، لیلا میشارا، یوگتا بالی ایفای نقش کرده‌اند.